# Поперечнополосатая королевская змея
Поперечнополосатая королевская змея (лат. Lampropeltis triangulum) — змея семейства ужеобразных (Colubridae).

## Описание
Достигает длины до 1,3 метра. В окраске представляет собой яркий пример мимикрии — очень похожа на ядовитых коралловых аспидов.

## Распространение
Поперечнополосатая королевская змея распространена в Северной Америке от Колумбии до Канады.

## Образ жизни
Ведёт сумеречный образ жизни. Питается мелкими ящерицами, различными земноводными и крупными насекомыми. Продолжительность жизни около 10 лет.

## Размножение
Размножение происходит вскоре после нескольких месяцев спячки. В кладке, как правило, от 2-х до 16-ти яиц.

## Классификация
Прежде к виду относили около 25 подвидов, из которых шесть было выделено в отдельные виды: L. elapsoides, L. micropholis, L. abnorma, L. polyzona, L. annulata и L. gentilis. Остальные подвиды в настоящее время синонимизированы с указанными видами; L. t. syspila и L. t. amaura признаны частичными синонимами L. triangulum (часть популяций этих бывших подвидов отнесена к L. gentilis).